# 4시엔 함께 가요
이한나의 4시엔 함께 가요는 TBN 경인교통방송(인천, 경기 FM 100.5MHz, 서해5도 FM 105.5MHz)에서 주말 오후 4시부터 5시 52분까지 방송된 인천, 경기 지역의 라디오 최신 가요 음악 프로그램이다.

## 프로그램 소개
- 주말 오후 4시에 딱 어울리는 여러분의 단짝!! 4시의 음악과 여러 정보로 여러분과 함께 합니다~ 반가움의 소리는 문자로 보내주세요~^^

## 요일 코너

### 토요일
- <오늘자 이노래> : 과거의 오늘을 화려하게 장식한 그 노래를 소개
- <토요 무비데이> : 추억 속 주말의 영화와 ost 소개
- <청취자 신청곡> : 주말 드라이브 신청곡 선곡

### 일요일
- <오늘자 이노래> : 과거의 오늘을 화려하게 장식한 그 노래를 소개
- <일요 테마뮤직> : 일상 속 사연과 주제에 맞는 음악을 전달
- <청취자 신청곡> : 주말 드라이브 신청곡 선곡